# Microrégion de São Raimundo Nonato

Localisation de la microrégion de São Raimundo Nonato

La microrégion de São Raimundo Nonato est l'une des six microrégions qui subdivisent le sud-ouest de l'État du Piauí au Brésil.
Elle comporte 17 municipalités qui regroupaient 128 083 habitants en 2006 pour une superficie totale de 27 645 km².

## Municipalités[1]
- Anísio de Abreu
- Bonfim do Piauí
- Brejo do Piauí
- Canto do Buriti
- Caracol
- Coronel José Dias
- Dirceu Arcoverde
- Dom Inocêncio
- Fartura do Piauí
- Guaribas
- Jurema
- Pajeú do Piauí
- São Braz do Piauí
- São Lourenço do Piauí
- São Raimundo Nonato
- Tamboril do Piauí
- Várzea Branca